# Deng Nan
Deng Nan (chinois simplifié : 邓楠 ; chinois traditionnel : 鄧楠 ; pinyin : Dèng Nán) (née en octobre 1945 à Guang'an, Sichuan) est la seconde fille de Deng Xiaoping, avec sa troisième femme Zhuo Lin. 

## Biographie
Deng Nan a été  ministre des sciences et des technologies de la république populaire de Chine (1998 - novembre 2004).